# 福原耕平
福原 耕平（ふくはら こうへい、1982年5月8日 - ）は、日本の男性声優、ナレーターである。福島県出身。青二プロダクション所属。

## 略歴
高校時代位、国語の時間に「朗読うまいね」と言われて声優を目指した。
福島県立福島商業高等学校卒業。
東映アニメーション研究所卒業後、青二プロダクション所属。

## 人物
方言は東北弁。
声優としては多数のアニメ、洋画、ゲームなどに出演している。
趣味は映画鑑賞。特技はギター。

## 出演
太字はメインキャラクター。

### テレビアニメ
2003年
- エアマスター（客）
- ボボボーボ・ボーボボ（2003年 - 2005年、毛狩り隊員、ジャガバター、男、小太り男、関取、ちくわ、ガンプ、トーフ、ブサイクロボ、幻獣）

2004年
- ごくせん（マングース団ボス）
- サムライガン（西園寺、獅子丸、忍兵）
- 砂ぼうず（蛙一家、大きな男）
- B-伝説! バトルビーダマン（客C）
- BECK（水泳部顧問）
- リングにかけろ1（若者、観客、鹿児島、セコンド、ドクター、学生）

2005年
- ARIA The ANIMATION（人々）
- ガイキング LEGEND OF DAIKU-MARYU（2005年 - 2006年、レスキュー隊員、機関士、レーダー士、修理班長、修理班 他）
- 新釈 眞田十勇士
- Xenosaga THE ANIMATION（少佐）
- プレイボール（野村）
- 冒険王ビィト（門番、農民）
- 魔法先生ネギま!（村人たち）
- ONE PIECE（2005年 - 、船員、カーシー、ゴモラ、ファンクフリード、ソドム、A・O、アトモス、ランバ、パームス、クリエル、コリブー、スムージ、バケゾー、シーラパーン、ボンバ、バクスコン、ギバーソン、ブン業、半ぞう、ヒート 他）

2006年
- 怪 〜ayakashi〜（喜平、男、兵隊） - 2シリーズ
- Ergo Proxy（AD、局員、兵士）
- エンジェル・ハート（定坊、追跡者）
- 金色のコルダ〜primo passo〜（音楽科生徒、観客）
- 銀魂（会員No.49、弥七）
- コヨーテ ラグタイムショー（国防長官）
- 少年陰陽師（2006年 - 2007年、ゴウエツ、大蜘蛛）
- 009-1（スタッフ）
- 冒険王ビィト エクセリオン（天撃隊員、囚人魔人、住民、隊員、ヴァンデル、風隊員）
- xxxHOLiC（2006年 - 2007年、男、霊能者C） - 2シリーズ
- Project BLUE 地球SOS（ジョージ）
- マージナルプリンス〜月桂樹の王子達〜（男）
- ヤマトナデシコ七変化♥（委員長、魚屋 他）
- リングにかけろ1 日米決戦編（グレイトエンジェルズ）

2007年
- 風のスティグマ（警官）
- ゲゲゲの鬼太郎（第5作）（2007年 - 2009年、格闘マニア、天狗ポリス、村人、さら小僧(3)、店員、漁師）
- 精霊の守り人（従者A、農兵A、タガ、警官、星読みC、無人の体A、王の槍B）
- DARKER THAN BLACK -黒の契約者-（指揮車隊員、見張り、王泰明、検査官、ヨシュア、トラック運転手 他）
- 電脳コイル（民家のおじさん）
- はたらキッズ マイハム組（あらくれハム）
- 祝!(ハピ☆ラキ)ビックリマン（村人）
- モノノ怪 「海坊主」（海坊主）、「のっぺらぼう」（お奉行）
- レ・ミゼラブル 少女コゼット（ゴヨンヌ、花屋、警察官C、葬儀屋さん 他）

2008年
- ねぎぼうずのあさたろう（2008年 - 2009年、男、魚師、ゴロツキ、子分、半次郎の子分、大工、ねば蔵の子分、村人）
- 薬師寺涼子の怪奇事件簿（男刑事）

2009年
- あにゃまる探偵 キルミンずぅ（おやじ）
- グイン・サーガ（ツバイ族長、ツバイ族）
- 東のエデン（警官）

2010年
- おおきく振りかぶって 〜夏の大会編〜（佐倉大地）
- ドラゴンボール改（ナメック星人）

2011年
- 異国迷路のクロワーゼ The Animation（主人）
- デジモンクロスウォーズ（ブレイクドラモン）

2012年
- 聖闘士星矢Ω（メンカル）
- マギ（2012年 - 2013年、Lナンド、閻体）

2013年
- ONE PIECE エピソードオブメリー 〜もうひとりの仲間の物語〜

2014年
- 金色のコルダ Blue♪Sky（顧問）
- 目玉焼きの黄身 いつつぶす?（田宮丸二郎）

2015年
- 影鰐-KAGEWANI-（町蔵、番場眞）
- それが声優!（ゲーム音響監督）
- ドラゴンボール超（2015年 - 2017年、兵士、複製グリール、強盗犯）

2016年
- ハイキュー!! セカンドシーズン（奥岳誠治）
- ONE PIECE 〜ハートオブゴールド〜

2017年
- タイガーマスクW（ビッグフット）

2020年
- テイルズ オブ クレストリア -咎ヲ背負いて彼は発つ-

2023年
- 【推しの子】
- もののがたり（鼓）

### 劇場アニメ
2004年
- ONE PIECE 呪われた聖剣

2005年
- 劇場版 AIR（焼き鳥屋）
- ONE PIECE THE MOVIE オマツリ男爵と秘密の島（部下）

2007年
- ストレンヂア 無皇刃譚（水辰）

2009年
- 仏陀再誕－The REBIRTH of BUDDHA
- ONE PIECE FILM STRONG WORLD

2011年
- ONE PIECE 3D 麦わらチェイス

2012年
- ONE PIECE FILM Z

2013年
- ドラゴンボールZ 神と神

2016年
- ONE PIECE FILM GOLD

### OVA
- サクラ大戦 ル・ヌーヴォー・巴里（2004年、観客たち、巴里の人々）
- Re:キューティーハニー（2004年、警官、サラリーマン、所員B）
- FREEDOM（2006年、ゴッシュ[10]）
- 聖闘士星矢 冥王ハーデスエリシオン編（2008年、檄）
- ONE PIECE FILM STRONG WORLD EPISODE:0（2010年、カーシー）

### Webアニメ
- 聖闘士星矢: Knights of the Zodiac（2019年、大熊星座の檄）

### ゲーム
2004年
- エースコンバット5 ジ・アンサング・ウォー
- 好きなものは好きだからしょうがない!! -FIRST LIMIT&TARGET†NIGHTS- Sukisyo! Episode #01+#02
- 好きなものは好きだからしょうがない!! -RAIN- Sukisyo! Episode #03
- ゼノサーガ エピソードII［善悪の彼岸］（U.M.N.職員）

2005年
- 新紀幻想スペクトラルソウルズII（ゲイル）
- テイルズ オブ レジェンディア

2006年
- 悪魔城ドラキュラ ギャラリー オブ ラビリンス（ウィンド）
- エースコンバット・ゼロ ザ・ベルカン・ウォー
- CLANNAD -クラナド-
- ジョジョの奇妙な冒険 ファントムブラッド
- SIMPLE2000シリーズ Vol.100 THE 男たちの機銃砲座（兵士 他）
- SIMPLE2000シリーズ Vol.107 THE 炎の格闘番長（鋼の真幸、ヤンキー男3）
- スパルタン 〜古代ギリシャ英雄伝〜（ベオウルフ）
- 戦国無双2 Empires（新武将〈公家〉 他）
- テイルズ オブ ザ ワールド レディアント マイソロジー（主人公〈男〉）
- メガミの笑壺（花吹雪マッチ、黒岩源太、舶来忍者、不良）
- Riviera 〜約束の地リヴィエラ〜（グラハム）
- ルーンファクトリー -新牧場物語-（セバスチャン）
- ロックマンゼクス（フランマール・ザ・モルロイド、マクロー）

2007年
- Another Century's Episode 3 THE FINAL
- アルトネリコ2 世界に響く少女たちの創造詩
- 餓狼伝 Breakblow Fist or Twist（工藤健介、君川京一、仁科行男）
- シャイニング・フォース イクサ（デビルファーザー）
- 少年陰陽師 翼よいま、天（そら）へ還れ（敖因）
- 戦国無双KATANA（じい）
- 戦国無双2 猛将伝
- テイルズ オブ ファンダム Vol.2（モンスター、ならず者）
- バロック（警備天使、箱の者、コリエルI）
- 無双OROCHI（その他）

2008年
- ガンダム無双 Special（武者ガンダムMK-II）
- スティールプリンセス〜盗賊皇女〜（ガッツリ、ヴァルザード）
- 戦場のヴァルキュリア
- ソラユメ
- drastic Killer
- バロック for Wii（警備天使、箱の者）
- ペルソナ4（一条康）
- 龍が如く 見参!

2009年
- 真・三國無双5 Empires（エディット武将〈老練〉）
- 龍が如く3

2010年
- アルトネリコ3 世界終焉の引鉄は少女の詩が弾く
- 仮面ライダー クライマックスヒーローズ オーズ（仮面ライダーオーディン）
- テイルズ オブ ファンタジア なりきりダンジョンX（バンディ将軍）
- 北斗無双（2010年 - 2020年、牙大王） - 3作品
- 龍が如く4 伝説を継ぐもの

2011年
- 仮面ライダー クライマックスヒーローズ フォーゼ（仮面ライダーオーディン）
- テイルズ オブ エクシリア
- テイルズ オブ ザ ワールド レディアント マイソロジー3（ヒーローズボイス）
- 龍が如く OF THE END

2012年
- アーシャのアトリエ 〜黄昏の大地の錬金術士〜
- オール仮面ライダー ライダージェネレーション2（仮面ライダーオーディン）
- 仮面ライダー 超クライマックスヒーローズ（仮面ライダーオーディン）
- テイルズ オブ イノセンス R（バルカン / オリジナルバルカン）
- テイルズ オブ エクシリア2
- バイナリー ドメイン（ホロウチルドレン1）
- ペルソナ4 ザ・ゴールデン（一条康）
- 無双OROCHI2 Hyper（神農）

2013年
- 討鬼伝（富嶽）
- 無双OROCHI2 Ultimate（神農）
- ワンピース 海賊無双2（海兵隊長2、空島兵、海賊隊長2）

2014年
- 金色のコルダ3 AnotherSky feat.至誠館（目時文吾）
- 討鬼伝 極（富嶽）

2015年
- 龍が如く0 誓いの場所

2016年
- テイルズ オブ ベルセリア
- ペルソナ5

2017年
- スーパーロボット大戦V（影の軍団）

2018年
- スーパーロボット大戦X（影の軍団）
- 無双OROCHI 3（蛟、神農）

2019年
- ペルソナ5 ザ・ロイヤル

2025年
- 真・三國無双 ORIGINS（張飛）
- モンスター烈伝 オレカバトル2（Dr.フランケン）

### ドラマCD
- AIR 第7巻 SUMMER
- 孤独のグルメ

### 特撮
- 魔法戦隊マジレンジャー（合体冥獣人キマイラの声）

### 吹き替え
- 沈黙の奪還
- Be Cool/ビー・クール

### ラジオドラマ
- 花の慶次（2011年、風魔小太郎）
- 「花の慶次〜雲のかなたに〜」“琉球の章”（2013年）

### テレビ番組
- フジテレビ系　笑っていいとも（「怒髪天!我、般若トナリニケリ!!」コーナーレギュラー出演）
- フジテレビ系 情報プレゼンター とくダネ!（ナレーション）
- フジテレビ系 世界の何だコレ!?ミステリー（声の出演）
- フジテレビ系 世界!極タウンに住んでみる（声の出演）
- 科学忍者隊ガッチャピン（ガッチャピン5号）
- テレビ朝日系 大胆MAP（ナレーション）
- テレビ朝日系 世界が驚いたニッポン! スゴ〜イデスネ!!視察団（声の出演）
- テレビ朝日系 コレ誰?!偉人伝 ナニした!?大調査団（声の出演）
- BS-TBS グローバルナビフロント（ナレーション）
- 日本テレビ系 世界の果てまでイッテQ!（外国人吹き替え）
- 日本テレビ系 24時間テレビ（声の出演）
- 日本テレビ系 世界まる見え!テレビ特捜部（声の出演）
- テレビ東京系 やりすぎ都市伝説（声の出演）
- フジテレビ系［キスマイ超BUSAIKU!?］（ナレーション）
- J SPORTS MLBイッキ見！（ナレーション）

### オリジナルビデオ
- 爆乳戦隊パイレンジャー（帝王キングマッスルの声）

### その他コンテンツ
- 携帯電話放送（Bee TV）あなたのHQ（ユーモア指数）
- 燈の守り人～幻想夜話～（ボイスドラマ、2022年、鵜ノ尾埼灯台[18]）
- 燈の守り人 灯台音声ガイド 福島県相馬市 鵜ノ尾埼灯台（音声ガイド、2022年、ナビゲーター）[18]